# Javor v ulici Přemysla Oráče
Javor v ulici Přemysla Oráče je památný strom javor klen (Acer pseudoplatanus) ve Vejprtech v okrese Chomutov v Ústeckém kraji.
Roste v Krušných horách v nadmořské výšce 725 m v jižní části města u křižovatky ulic Přemysla Oráče a Tyršovy.

## Základní údaje
Strom má šupinovitě odlupující se kůru a od 5 metrů se rozděluje na tři kosterní větve. Kmen je prasklý a u paty poškozený.
Obvod kmene měří 410 cm, koruna stromu dosahuje do výšky 26 metrů (měření 2009). V roce 2009 bylo stáří stromu odhadováno na 200 let.
Javor je chráněn od roku 1994 jako strom významný stářím a vzrůstem.

## Stromy v okolí
- Jasan v Husově ulici
- Javor klen ve Vejprtech